# Biblioteka Donacji Pisarzy Polskich
Biblioteka Donacji Pisarzy Polskich – biblioteka znajdująca się w Domu Literatury w Warszawie, będąca częścią Biblioteki Narodowej.
Biblioteka została otwarta 1 marca 1950, zaś od 2006 działa w strukturze Biblioteki Narodowej.
Placówka udostępnia zbiory pracownikom naukowo-badawczym, członkom stowarzyszeń twórczych, dziennikarzom, redaktorom, pracownikom wydawnictw, studentom wydziałów filologicznych i humanistycznych (na podstawie skierowań z uczelni). Gromadzi głównie literaturę polską i obcą, leksykony, słowniki, biografie, wydawnictwa z zakresu historii, kultury, literatury, literaturoznawstwa. Egzemplarze pochodzą z zakupów i darów przekazywanych przez wydawców oraz pisarzy. W 2019 w czytelni biblioteki wypożyczono 2081 woluminów książek, zaś z usług biblioteki skorzystało 1891 czytelników.
Na zbiory składają się m.in.:
- druki zwarte – około 68 tys. woluminów
- czasopisma z XIX–XX w., przede wszystkim literackie – 127 tytułów z lat 1901–1939, ponad 270 czasopism wydawanych po 1940, 52 tytuły czasopism niezależnych wydawanych w drugim obiegu i za granicą
- zbiory wycinków prasowych dotyczących twórczości pisarzy polskich i z Polską związanych – około 6 tys. teczek
- fotografie twórców literatury – około 13 tys. zdjęć
- dokumenty z działalności Związku Literatów Polskich od 1944 (stenogramy ze zjazdów, protokoły posiedzeń Zarządu Głównego, stenogramy sekcji Związku z lat 1950–1956)